# Oszmán könyvillusztrációk

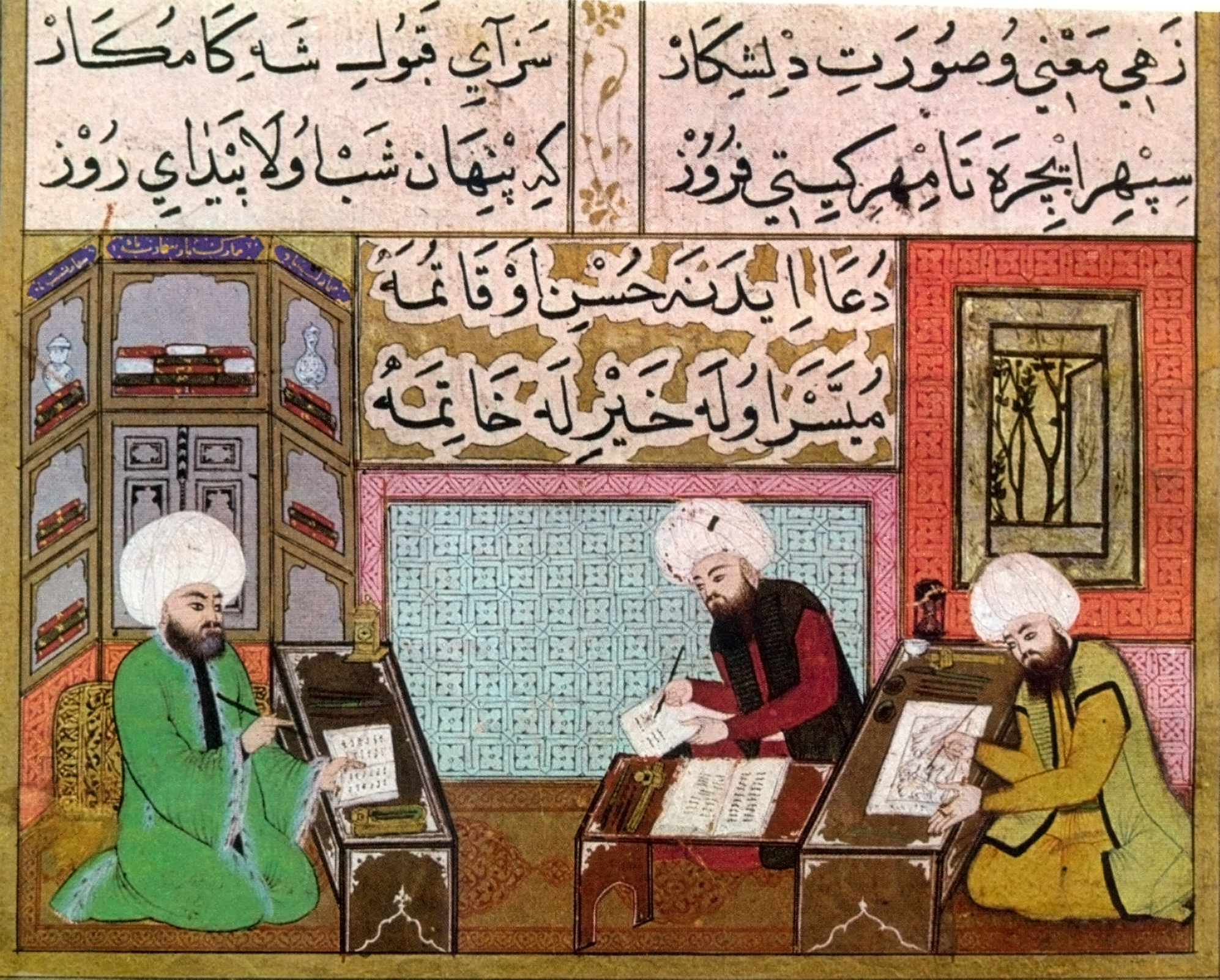
Krónikakészítő műhely

Az oszmán kori török könyvillusztrációknak két fő típusa létezik: miniatúra és kalligráfia

## Oszmán miniatúrafestészet

### Története
Az oszmán könyvdíszítés keleti-török gyökerekkel bír, ez iszlám művészeti hatásokkal párosult. Az iszlám művészetben vallási okokból a festészet szinte csak a könyvek illusztrálását szolgálta, az épületek díszítése nagyrészt geometrikus elemekből állt. 
A miniatúrafestészet korai szakasza II. Mehmed (1451-1481) uralkodásának idejére tehető. 
A legkorábbi fennmaradt emlékek Konstantinápoly bevétele (1453) utáni évekből származnak. A 16. század második felében már jelentős nyugati mesterek is érkeztek a Portához, többek közt Gentile Bellini, aki II. Mehmed arcképét megfestette.
Ettől a kortól hivatalos udvari költők éneklik meg a szultán hőstetteit. A miniatúrafestészet a török porta privilégiuma lett, fő témájává az oszmán uralkodók és egyéb illusztris személyek portréja vált. 

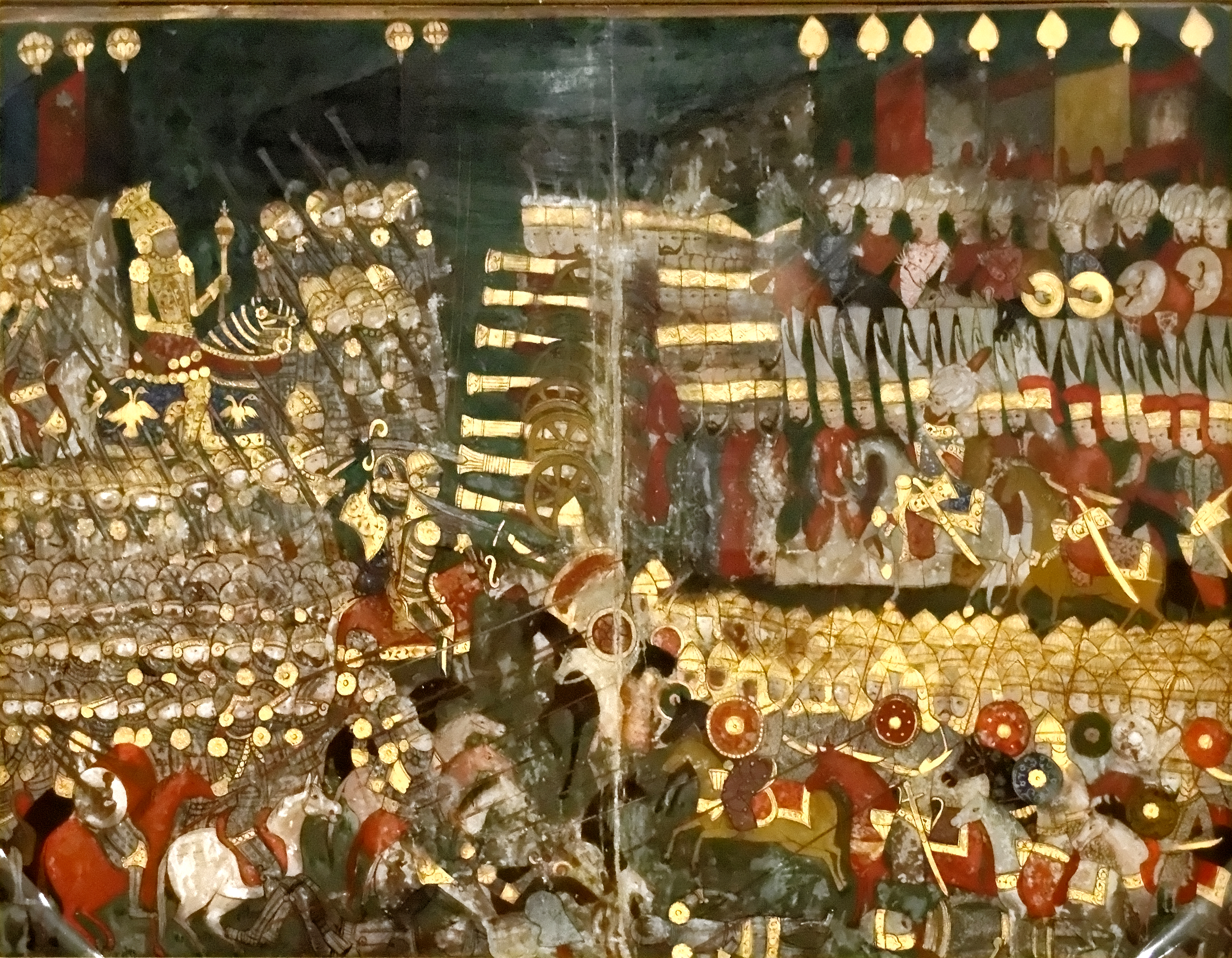
Mohácsi csata

A 16. második században felében a birodalom katonai ereje és politikai hatalma kiteljesedett. Ekkor keletkeztek a szultánok dicső tetteit, hadjáratait megörökítő krónikák. Jelentős számban  ábrázoltak magyar vonatkozású eseményeket. A csatajelenetek a nyugati táblaképekkel mutatnak hasonlóságot. 
A Portán működő miniatúrafestő közösségek legkiemelkedőbb művei közé sorolható az első igazi oszmán sehnáme, az I. Szulejmán (1520-1566) uralkodásának eseményeit megörökítő Szülejmánnáme, és a miniatúrafestészet csúcspontján, III. Murád oszmán szultán (1574-1595) idejében készült Hünernáme.
Az Oszmán Birodalom hanyatlásával és a 18. században induló megújulási folyamatokkal egy időben a könyvdíszítés is visszaszorult. A festészetben pedig, bizonyos mértékben az iszlám hagyományokkal történő szakítás és az erőteljes európai hatás eredményeképp előtérbe került a perspektíva, a térbeliség ábrázolása.

### Miniatúrafestők
Az oszmán krónikakészítő műhelyben a krónikás, a kalligráfus és a miniatúrafestő dolgozott.
A nevesebb alkotók közé tartozik Nigarî, más néven Haydar Reis (†1572), Nagy Szulejmán híres portréfestője. Alkotásai egy egész oldalt betöltő portrék, nem illeszkednek szervesen a szövegbe. Első fennmaradt műve Barbarossza Hajreddínről, az oszmán flotta tengernagyáról készített félalakos képe.
Matrakçı Nasuh (†1561) az  új topografikus-kartográfiai szemlélet megalkotója. Egyik legjelentősebb  alkotása 1537-ben készült, Isztambult ábrázolja madártávlatból. Nagy számban maradtak fenn magyar vonatkozású miniatúrái. Kortársa volt Piri Reis (†1554), az első oszmán világtérkép megalkotója.
A miniatúrafestészet legnagyobb művészei a 16 század végén, a 17. század elején, III. Murád és III. Mehmed (1595-1603) szolgálatában alkotó Nakkaş Osman és Seyyid Lokman voltak.
Napjaink kiemelkedő miniatúrafestője Nusret Çolpan, Matrakçı Nasuh követője, főleg térképszerű miniatúrákat alkot.

### Kéziratok
A legjelentősebb miniatúrákat tartalmazó kéziratok a 16. század második feléből valók:
- Süleymanname (1558-ban készült)

- Şehname-i Selim Han (1581 körül)

- Hünername (négy kötetes mű, 1584-1589)

- Sûrname (1587)

## Oszmán kalligráfia

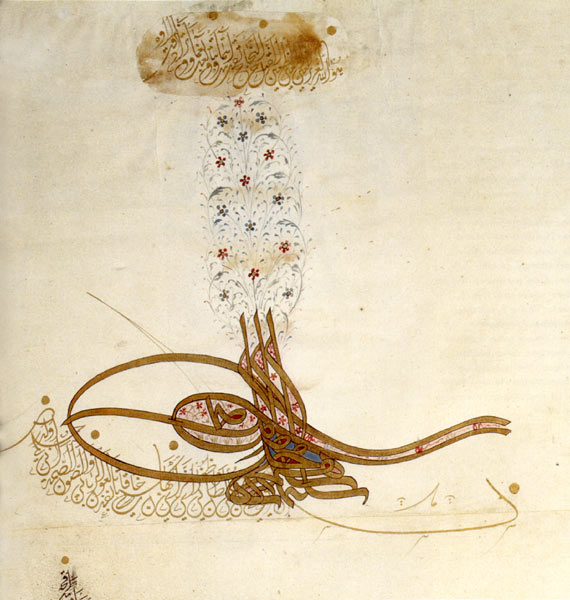
II. Szulejmán tugrája

A kalligráfia (arabul hatt (ﺧﻄ) ’írás’ ) jelentős szerepe vallási okokra vezethető vissza. A szépírásnak meglehetősen szigorú szabályai vannak. Három alapeleme a pont (.), az alif (ﺍ), és a kör (○), ezekből alakult ki az írás geometriája. Az arab írás különféle stílusirányzatai a 10. század elejére kialakultak, az oszmánoknál sajátos udvari írástípusok jelentek meg. Ezek közül a legjellegzetesebb a tuğra, azaz az uralkodó díszes aláírása vagy pecsétje, amelyben az uralkodó neve és címe olvasható. Az első fennmaradt tuğra a 15. század elejéről való, Szulejmán edirnei szultán rendeletén találjuk. A neszhi írás egyik leszármazottjából, a szulusz írásduktusból alakult ki.